# Jetzt erst recht! (Album)
Jetzt erst recht! ist das dritte Studioalbum des deutschen Popschlager-Sängers Ben Zucker, das im April 2021 erschien.

## Entstehung und Veröffentlichung
Die Erstveröffentlichung von Jetzt erst recht! erfolgte am 16. April 2021 bei Airforce1. Das Album erschien in seiner Originalausführung als CD, Download und Streaming mit zwölf Titeln (Katalognummer: 3538740). Am 5. November 2021 erschien mit der sogenannten „Feuer-frei!-Edition“ eine Deluxeausführung mit fünf Bonustiteln (Katalognummer: 060243878879), darunter das Duett Everybody’s Got to Learn Sometime, das Zucker mit dem italienischen Musiker Zucchero aufnahm und im Original von den Korgis aus dem Jahr 1980 stammt. Darüber hinaus nahm er mit Immer noch ein weiteres Duett für die Deluxeversion auf, das mit dem deutschen Popduo Glasperlenspiel entstand.
Geschrieben wurden die Lieder von verschiedenen, wechselnden Komponisten und Liedtextern; Zucker selbst war beim Schreibprozess von 14 der 17 Titel beteiligt. Für die Produktion zeichnete Thorsten Brötzmann verantwortlich, mit Ausnahme des Covers zu Everybody’s Got to Learn Sometime, welches von Max Marcolini und Gastsänger Zucchero selbst produziert wurde. Unterstützung erhielt Brötzmann bei einigen Liedern von Daniel Grunenberg, Roman Lüth, Mathias Ramson oder auch Markus Rummel.

## Titelliste

### Standard-Edition
| Nr. | Titel                                | Autor(en)                                                                      | Produzent(en)                      | Länge |
| --- | ------------------------------------ | ------------------------------------------------------------------------------ | ---------------------------------- | ----- |
| 1.  | Guten Morgen Welt                    | Yanek Stärk, Kai Oliver Krug, Robin Haefs                                      | Thorsten Brötzmann                 | 2:44  |
| 2.  | Bist du der Mensch                   | Alexander Knappe, Kai Oliver Krug, David Oesterling, Ben Zucker                | Thorsten Brötzmann, Roman Lüth     | 3:06  |
| 3.  | Das ist nicht das Ende der Welt      | Alexander Knappe, Kai Oliver Krug, David Oesterling, Thomas Porzig, Ben Zucker | Thorsten Brötzmann                 | 2:15  |
| 4.  | Ich weine nicht um dich              | Mathias Ramson, Philipp Klemz, Ben Zucker, Martin Breitenbach                  | Thorsten Brötzmann, Mathias Ramson | 2:49  |
| 5.  | Dazwischen bin ich                   | Ben Zucker, Joelina Drews, Eric Philippi, Eike Staab                           | Thorsten Brötzmann                 | 3:47  |
| 6.  | So ein Mann                          | Thorsten Brötzmann, Lukas Hainer, Ben Zucker                                   | Thorsten Brötzmann, Roman Lüth     | 3:09  |
| 7.  | Danach fragt die Liebe nicht         | Thorsten Brötzmann, Hannes Braun, Lukas Hainer, Ben Zucker                     | Thorsten Brötzmann                 | 3:42  |
| 8.  | Schon wieder für immer               | Thorsten Brötzmann, Hannes Braun, Lukas Hainer, Ben Zucker                     | Thorsten Brötzmann                 | 3:16  |
| 9.  | Ich wär' gern alles, was du brauchst | Thorsten Brötzmann, Lukas Hainer, Ben Zucker                                   | Thorsten Brötzmann                 | 3:05  |
| 10. | Ich weiß, was ich will               | Anja Krabbe, Christoph Papendieck, Ben Zucker                                  | Thorsten Brötzmann                 | 3:21  |
| 11. | Deine Lügen machen süchtig           | Thorsten Brötzmann, Lukas Hainer, Ben Zucker                                   | Thorsten Brötzmann, Roman Lüth     | 3:20  |
| 12. | Auf uns                              | Ben Zucker, Luis Cruz, Jennifer Allendoerfer                                   | Thorsten Brötzmann                 | 3:18  |

### Feuer frei!-Edition
| Nr. | Titel                                                                            | Autor(en)                                                                      | Produzent(en)                            | Länge |
| --- | -------------------------------------------------------------------------------- | ------------------------------------------------------------------------------ | ---------------------------------------- | ----- |
| 1.  | Wieder zurück                                                                    | Mathias Ramson, Philipp Klemz, Ben Zucker, Martin Breitenbach                  | Thorsten Brötzmann, Mathias Ramson       | 3:04  |
| 2.  | Immer noch (feat. Glasperlenspiel)                                               | Andreas John, Erik Macholl, Ria Schenk, Bahar Henschel                         | Thorsten Brötzmann, Daniel Grunenberg    | 3:25  |
| 3.  | Was mir noch fehlt, bist du                                                      | Thorsten Brötzmann, Hannes Braun, Lukas Hainer, Ben Zucker                     | Thorsten Brötzmann, Markus Norwin Rummel | 3:42  |
| 4.  | Everybody's Got To Learn Sometime (feat. Zucchero) (Coverversion von The Korgis) | James Edward Warren                                                            | Max Marcolini, Zucchero                  | 4:08  |
| 5.  | Kein Weg zu weit                                                                 | Thorsten Brötzmann, Lukas Hainer, Ben Zucker                                   | Thorsten Brötzmann, Markus Norwin Rummel | 3:05  |
| 6.  | Guten Morgen Welt                                                                | Yanek Stärk, Kai Oliver Krug, Robin Haefs                                      | Thorsten Brötzmann                       | 2:44  |
| 7.  | Bist du der Mensch                                                               | Alexander Knappe, Kai Oliver Krug, David Oesterling, Ben Zucker                | Thorsten Brötzmann, Roman Lüth           | 3:06  |
| 8.  | Das ist nicht das Ende der Welt                                                  | Alexander Knappe, Kai Oliver Krug, David Oesterling, Thomas Porzig, Ben Zucker | Thorsten Brötzmann                       | 2:15  |
| 9.  | Ich weine nicht um dich                                                          | Mathias Ramson, Philipp Klemz, Ben Zucker, Martin Breitenbach                  | Thorsten Brötzmann, Mathias Ramson       | 2:49  |
| 10. | Dazwischen bin ich                                                               | Ben Zucker, Joelina Drews, Eric Philippi, Eike Staab                           | Thorsten Brötzmann                       | 3:47  |
| 11. | So ein Mann                                                                      | Thorsten Brötzmann, Lukas Hainer, Ben Zucker                                   | Thorsten Brötzmann, Roman Lüth           | 3:09  |
| 12. | Danach fragt die Liebe nicht                                                     | Thorsten Brötzmann, Hannes Braun, Lukas Hainer, Ben Zucker                     | Thorsten Brötzmann                       | 3:42  |
| 13. | Schon wieder für immer                                                           | Thorsten Brötzmann, Hannes Braun, Lukas Hainer, Ben Zucker                     | Thorsten Brötzmann                       | 3:16  |
| 14. | Ich wär' gern alles, was du brauchst                                             | Thorsten Brötzmann, Lukas Hainer, Ben Zucker                                   | Thorsten Brötzmann                       | 3:05  |
| 15. | Ich weiß, was ich will                                                           | Anja Krabbe, Christoph Papendieck, Ben Zucker                                  | Thorsten Brötzmann                       | 3:21  |
| 16. | Deine Lügen machen süchtig                                                       | Thorsten Brötzmann, Lukas Hainer, Ben Zucker                                   | Thorsten Brötzmann, Roman Lüth           | 3:20  |
| 17. | Auf uns                                                                          | Ben Zucker, Luis Cruz, Jennifer Allendoerfer                                   | Thorsten Brötzmann                       | 3:18  |

## Rezensionen
Hannes Huß, Musikkritiker von laut.de, schrieb zusammenfassend zu den Titeln des Albums: „[…] "Jetzt erst recht!" ist ein schamloses Stück Kommerz, die Songs sind alle mit Komponenten aus dem Grabbeltisch zusammengewürfelt.“

## Kommerzieller Erfolg

### Chartplatzierungen
Jetzt erst recht! avancierte nach Wer sagt das?! (Juni 2019) zum zweiten Nummer-eins-Album für Zucker in Deutschland. In Österreich und der Schweiz – sowie ebenfalls in Deutschland – war es nach Na und?! (Juni 2017) und Wer sagt das?! das dritte Top-10-Album Zuckers. Es ist sein drittes Album, das sich gleichzeitig in allen D-A-CH-Ländern platzieren konnte.
| ChartsChartplatzierungen | Höchstplatzierung | Wochen |
| ------------------------ | ----------------- | ------ |
| Deutschland (GfK)        | 1 (37 Wo.)        | 37     |
| Österreich (Ö3)          | 4 (5 Wo.)         | 5      |
| Schweiz (IFPI)           | 5 (10 Wo.)        | 10     |

| ChartsJahrescharts (2021) | Platzierung |
| ------------------------- | ----------- |
| Deutschland (GfK)         | 28          |

### Auszeichnungen für Musikverkäufe
| Land/Region        | Auszeichnungen für Musikverkäufe (Land/Region, Auszeichnung, Verkäufe) | Verkäufe |
| ------------------ | ---------------------------------------------------------------------- | -------- |
| Deutschland (BVMI) | Gold                                                                   | 100.000  |
| Insgesamt          | 1× Gold ·                                                              | 100.000  |